# Necropoli di Guado Cinto
La Necropoli di Guadocinto è una necropoli etrusca che si trova in località Guadocinto a Tuscania in provincia di Viterbo.

## Descrizione
La necropoli è stata scoperta ufficialmente nel 2006, ma sono evidenti i segni dei saccheggi che si sono succeduti nel corso dei tempi. La necropoli si distingue per le dimensioni dei sepolcri: tre enormi tumuli circolari dal diametro di 20 metri. Nonostante i saccheggi, gli scavi hanno portato alla luce diversi reperti, alcuni di pregevole fattura, oggi esposti al Museo archeologico nazionale Tuscanese. Tra questi, i resti di ceramica attica del tipo a figure rosse di notevole fattura. Queste, unitamente alle dimensioni dei sepolcri, fanno ritenere che i sepolcri appartenessero a famiglie  di rango nobiliare, se non principesco.